# Goran Vojnović
Goran Vojnović (* 11. Juni 1980 in Ljubljana, Sozialistische Föderative Republik Jugoslawien) ist ein slowenischer Schriftsteller, Drehbuchautor und Filmregisseur.

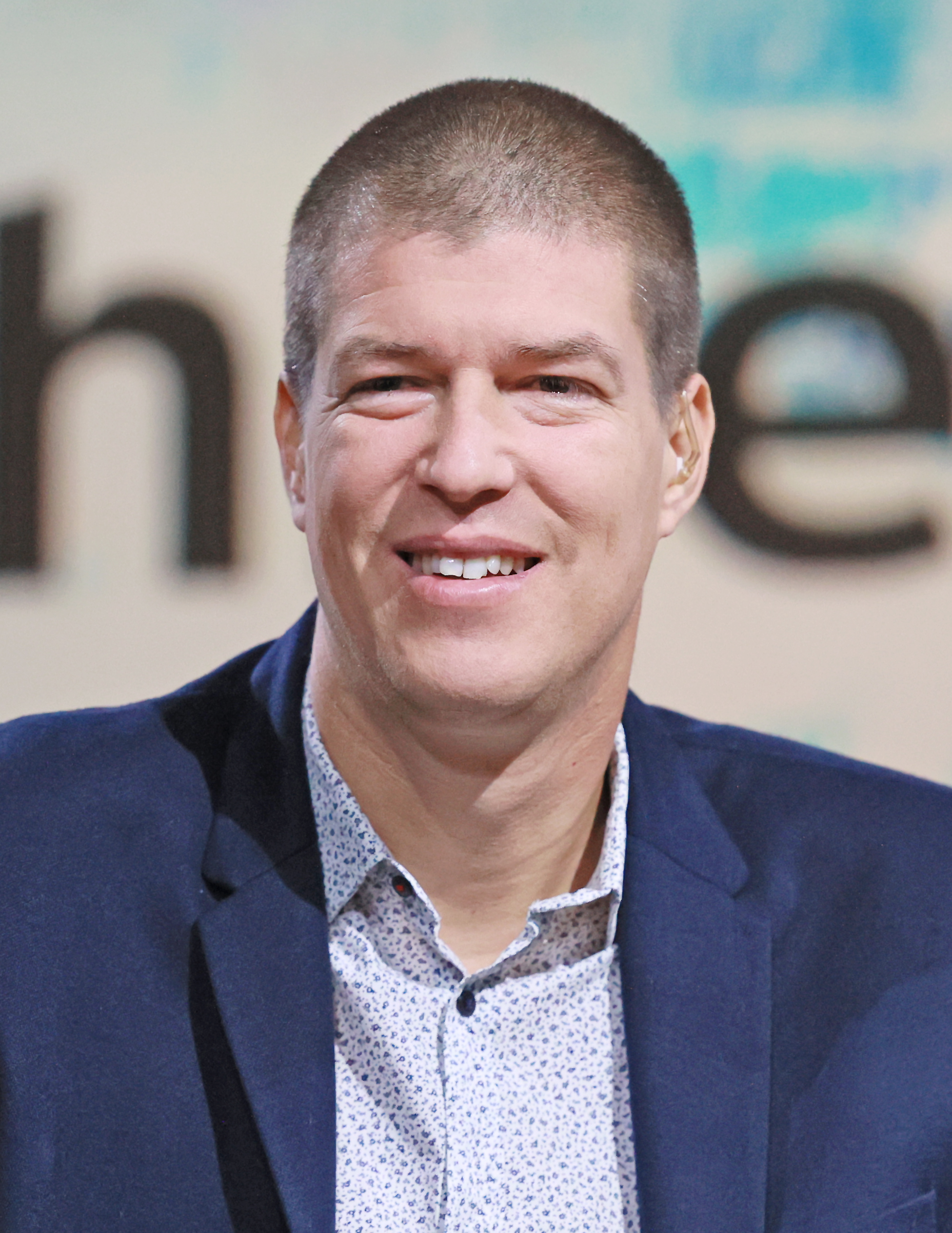
Goran Vojnović, 2023

## Leben und Werk
Vojnović ist Sohn einer istrischen Kroatin und eines Bosniers, die in den 1970er-Jahren nach Ljubljana gezogen waren. Nach dem Abitur am Gymnasium Bežigrad in Ljubljana studierte er ebendort Regie an der Akademie für Theater, Radio, Film und Fernsehen.
Goran Vojnović ist einer der erfolgreichsten slowenischen Schriftsteller der Gegenwart. Seine literarische Laufbahn begann er während der Schulzeit mit dem Verfassen von Gedichten. In der literarischen Minderheitenzeitschrift Paralele publizierte er einige Gedichte auf Serbokroatisch, 1999 gab er dann im schuleigenen Verlag seines Gymnasiums seinen slowenischen Gedichtband Lep je ta svet (Schön ist diese Welt) heraus. Seine Lyrik ist heute jedoch weitestgehend in Vergessenheit geraten. Vojnović gab das Verfassen von Poesie nach seiner Schulzeit auf und bezeichnete seine lyrischen Gehversuche später als „Hormonpoesie“.
Anders verhält es sich mit seiner Laufbahn als Prosaautor. 2008 veröffentlichte er seinen Debütroman Čefurji raus! (dt. Übersetzung Tschefuren raus! oder Warum ich wieder mal zu Fuß bis in den zehnten Stock musste, 2021), mit dem er für reichlich Aufruhr sorgte. Romanprotagonist ist der 17-jährige Marko Đorđić, Sohn zweier serbischer Einwanderer aus Bosnien, der mit seinen Eltern in Ljubljana im Stadtviertel Fužine lebt, in dem traditionell viele Zuwanderer aus dem ehemaligen Jugoslawien wohnen, die im Slowenischen oft abwertend als čefurji bezeichnet werden. Im Roman stellt Marko seine Sicht auf seine Umgebung und die Čefurji dar und behandelt verschiedene Themen aus ihrer Welt humoristisch, mit jugendlicher Respektlosigkeit und Übermut. Durch die im Roman präsente Darstellung von Polizeigewalt sowie verschiedene Beleidigungen seitens des Protagonisten gegen die slowenische Polizei wurde selbige auf den Roman aufmerksam. Der damalige stellvertretende Generaldirektor der slowenischen Polizei Matjaž Šinkovec stellte Strafanzeige gegen Vojnović, was einen öffentlichen Skandal auslöste, dem jedoch durch die Innenministerin Katarina Kresal unter Hinweis auf den Fiktionscharakter des Buches höchstpersönlich Einhalt geboten wurde. Šinkovec bot daraufhin seinen Rücktritt an, der ihm von Kresal jedoch verweigert wurde. Vojnović erhielt für Čefurji raus! sowohl den Kresnik-Preis für den besten Roman des Jahres als auch die höchste künstlerische Auszeichnung Sloweniens, den Preis der Prešeren-Stiftung. Mit dem Roman trat in Slowenien zum ersten Mal eine literarische Stimme der im Roman beschriebenen Zuwanderer mit einer Selbstbeschreibung in Erscheinung. Auch in sprachlicher Hinsicht ist das Werk innovativ, so spricht Marko einen lokalen Soziolekt, einer Mischung aus Slowenisch und Serbokroatisch. Von manchen Kritikern wurde die Sprache in Čefurji raus! daher auch als eigentlicher Protagonist des Romans bezeichnet. Ursprünglich war der Roman als Filmszenario gedacht; bald nach seinem Erscheinen wurde er auch als Monodrama aufgeführt.
Auch in seinen folgenden Werken blieb Vojnović Themen wie Interkulturalität, Identitätssuche und Mehrsprachigkeit verbunden. 2012 folgte der Roman Jugoslavija, moja dežela (dt. Übersetzung Vaters Land, 2016), in dem sich die Hauptperson Vladan Borojević auf die Suche nach seinem Vater macht. Ursprünglich im Glauben, dieser sei tot, erfährt er durch Zufall, dass es sich um einen international gesuchten Kriegsverbrecher handelt. Vladan war in den Wirren des Jugoslawienkriegs mit seiner slowenischen Mutter nach Ljubljana geflüchtet und begibt sich von dort aus auf eine Reise durch seine Vergangenheit und Identität und somit zugleich auch durch die Vergangenheit Jugoslawiens. Auch für diesen Roman erhielt Vojnović den Kresnik-Preis. 2016 veröffentlichte Vojnović die Familienchronik Figa (dt. Übersetzung Unter dem Feigenbaum, 2018), deren Grundgerüst eine ähnliche Ausgangssituation bildet. Als der in Istrien lebende Großvater des Protagonisten Jadran Dizdar stirbt, macht dieser sich ebenso auf die Suche nach seiner Identität und erzählt die Vergangenheit seiner multinationalen Familie im Spannungsfeld der (jugoslawischen) Geschichte. Für Figa erhielt Vojnović erneut den Kresnik-Preis. 2021 erschien der Roman Đorđić se vrača (wörtlich: Đorđić kommt zurück; deutsche Ausgabe: 18 Kilometer bis Ljubljana, 2023), in dem der Romanheld aus Čefurji raus! im Jahr 2017 nach über zehn Jahren in Bosnien wieder nach Fužine kommt.
Vojnović ist darüber hinaus erfolgreicher Regisseur und Szenarist. Auch in seinem Filmschaffen schlägt er in ähnliche thematische Kerben wie in seinem literarischen Werk. In seinem ersten Kinofilm Piran Pirano (2010) treffen sich in Piran die Schicksale des Italieners Antonio und des Bosniers Veljko, in Nekoč so bili ljudje (2021) verstricken sich ebenso ein Italiener und ein Bosnier in Slowenien in kriminelle Machenschaften, als sie versehentlich einen Lastwagen mit Geflüchteten stehlen. Ebenso zeichnet Vojnović für die Verfilmung seines Romans Čefurji raus (2013) verantwortlich. Diese erhielt jedoch wesentlich reserviertere Kritiken als der Roman.
Vojnović lebt in Ljubljana. Er verfasst regelmäßig Kolumnen für die slowenische Tageszeitung Dnevnik; eine Sammlung seiner Kolumnen erschien 2010 unter dem Titel Ko Jimmy Choo sreča Fidla Castra (Wenn Jimmy Choo Fidel Castro trifft) in Buchform.

## Buchpublikationen
- Čefurji raus!. Ljubljana: Študentska založba, 2008, ISBN 978-961-242-149-6.
  - deutsch: Tschefuren raus! oder Warum ich wieder mal zu Fuß bis in den zehnten Stock musste. Aus dem Slowenischen von Klaus Detlef Olof, Wien/Bozen: Folio-Verlag, 2021.
- Ko Jimmy Choo sreča Fidla Castra. Ljubljana: Študentska založba, 2010.
- Jugoslavija, moja dežela. Ljubljana: Študentska založba, 2012, ISBN 978-961-242-399-5.
  - deutsch: Vaters Land. Roman. Aus dem Slowenischen von Klaus Detlef Olof, Wien / Bozen: Folio-Verlag, 2016, ISBN 978-3-85256-686-3.
- Figa. Ljubljana: Beletrina, 2016, ISBN 978-961-284-178-2.
  - deutsch: Unter dem Feigenbaum. Roman. Aus dem Slowenischen von Klaus Detlef Olof, Wien / Bozen: Folio-Verlag, 2018, ISBN 978-3-85256-749-5
- Đorđić se vrača. Ljubljana, Beletrina, 2021.
  - deutsch: 18 Kilometer bis Ljubljana. Aus dem Slowenischen von Klaus Detlef Olof, Wien, Folio-Verlag 2023, ISBN 978-3-85256-884-3

## Filme
- Piran, Pirano (2010)
- Čefurji raus! (2013)
- Nekoč so bili ljudje (2021)

## Auszeichnungen
- Kresnik-Preis (für den besten slowenischen Roman des Jahres): 2009, 2013, 2017
- Preis der Prešeren-Stiftung: 2009 (für Čefurji raus!)
- Župančič-Preis der Stadt Ljubljana: 2018
- Mitteleuropäischer Literaturpreis Angelus: 2020 (für die polnische Übersetzung von Jugoslavija, moja dežela)